# Ленинград каубойс
Ленинград каубойс (на английски: Leningrad Cowboys, „ленинградските каубои“) е деветчленна финландска пародийна рокгрупа, известна с хумористичните си текстове, абсурдните облекла и перчеми на членовете си и сценичните си сътрудничества с някогашния Червеноармейски хор на СССР (сегашен „Ансамбъл за песни и танци на руската армия“).
Сформирана е през 1989 г. главно от музиканти от вече съществуващата група „Sleepy Sleepers“, специално за филма на режисьора Аки Каурисмеки „Ленинград каубойс“ в Щатите“. Благодарение на изключително радушния прием сред публиката, „каубоите“ продължават успешно съществуването си и извън екрана, записват албуми и правят концерти. През 1994 г. Каурисмеки прави още два посветени на тях филма: „Ленинград каубойс“ се срещат с Мойсей“ и „Тоталното балалайка шоу“.

## Дискография
- 1917 – 1987 (Megamania 1988)
- Go America (Megamania 1989)
- Those Were The Days CD-Single (BMG Ariola 1991)
- Those Were The Days CD-Single (BMG Ariola 1992)
- Thru The Wire CD-Single (BMG Ariola 1992)
- We Cum From Brooklyn (Johanna 1992)
- Total Balalaika Show – Helsinki Concert (Johanna 1993)
- Live in Prowinzz (Johanna 1993)
- Happy Together (Johanna 1994)
- Jupiter Calling CD-Single (BMG Ariola 1996)
- Where's The Moon CD-Single (BMG Ariola 1996)
- Go Space (Johanna 1996)
- Mongolian Barbeque (Johanna 1997)
- Thank You Very Many – Greatest Hits And Rarities (BMG 1999)
- Be Worry Don't Happy CD-Promo Single (Megamania 1999)
- Terzo Mondo (Johanna 2000)
- Go Wild (BMG 2000)
- Happy Being Miserable CD-Single (Roadrunner 2000)
- Global Balalaika Show (Johanna 2003)
- Zombie's Paradise (Sony BMG 2006)
- Those Were the Days – The Best of Leningrad Cowboys (LTD 2009)
- Buena Vodka Social Club (SPV 2011)